# Episodi di Delitti in Paradiso (seconda stagione)
La seconda stagione della serie televisiva Delitti in Paradiso, composta da otto episodi della durata di 60 minuti l'uno, è stata trasmessa in prima visione assoluta nel Regno Unito da BBC One dall'8 gennaio al 26 febbraio 2013. Ben Miller lascia la serie.
In Italia la stagione è stata trasmessa in prima visione dal canale a pagamento Fox Crime, della piattaforma satellitare Sky, dal 5 aprile al 24 maggio 2013; in chiaro è stata invece trasmessa da Rai 2 dal 7 luglio al 1º settembre 2013.
| nº | Titolo originale         | Titolo italiano            | Prima TV Regno Unito | Prima TV Italia |
| -- | ------------------------ | -------------------------- | -------------------- | --------------- |
| 1  | Murder on the Plantation | Omicidio sulla piantagione | 8 gennaio 2013       | 5 aprile 2013   |
| 2  | An Unholy Death          | Una morte empia            | 15 gennaio 2013      | 12 aprile 2013  |
| 3  | Death in the Clinic      | Omicidio in clinica        | 22 gennaio 2013      | 19 aprile 2013  |
| 4  | A Deadly Curse           | Una maledizione mortale    | 29 gennaio 2013      | 26 aprile 2013  |
| 5  | Death Onboard            | Morte a bordo              | 5 febbraio 2013      | 3 maggio 2013   |
| 6  | A Dash of Sunshine       | Un pizzico di tramonto     | 12 febbraio 2013     | 10 maggio 2013  |
| 7  | A Deadly Storm           | Tempesta mortale           | 19 febbraio 2013     | 17 maggio 2013  |
| 8  | A Deadly Party           | Party mortale              | 26 febbraio 2013     | 24 maggio 2013  |

## Omicidio sulla piantagione
- Titolo originale: Murder on the Plantation
- Diretto da: Keith Boak
- Scritto da: Delinda Jacobs

### Trama
Roger Seymour è il benestante proprietario di una piantagione di canna da zucchero. Il suo medico curante, Johnson, va a cercarlo nel mulino della sua piantagione e lo trova morto con un machete conficcato nella schiena. Richard, Fidel, Camille e Dwayne indagano sull'omicidio. La famiglia Seymour è molto potente, ma ha anche una pessima fama: in passato utilizzava schiavi come braccianti agricoli e si racconta che nel 1820 cinquanta di essi svanirono dalla piantagione.
Oltre al dottor Johnson, Roger aveva invitato a pranzo la sua compagna Kim, l'ex moglie Nicole e il nipote Alex. Tutti loro erano nella villa quando Roger è morto, compreso Louis, il tuttofare, a cui Roger era molto affezionato. Johnson aveva rinvenuto il cadavere dopo che Kim aveva provato a rintracciare telefonicamente Roger, ma questi non le aveva risposto, facendola preoccupare. Sulla scena del crimine vengono trovati dei piccoli vetri rotti, probabilmente appartenenti a una torcia elettrica; inoltre Fidel nota che la punta dell'indice della mano destra di Roger è sporca del suo stesso sangue e l'uomo, prima di morire, ha fatto in tempo a scrivere con il dito sporco di sangue solo tre lettere: JOH.
Il primo sospettato risulta quindi essere il dottor Johnson, dato che le lettere scritte dalla vittima corrispondono alle prime tre del suo nome, ma lui afferma di essere innocente. Il medico rivela alla polizia che a Roger rimaneva poco da vivere in quanto aveva un tumore inoperabile al cervello. Un secondo movente viene alla luce quando si scopre che Roger aveva modificato il suo testamento in favore di Kim che, per vari motivi, viene disprezzata da Alex e da Nicole. Quest'ultima era felicemente sposata con suo marito, finché Kim non era riuscita a portarglielo via. Fidel scopre che nel 1982 un bracciante di Roger, di nome Johan Peters, era morto per un malfunzionamento di uno dei macchinari: è a questo punto probabile che le lettere che Roger aveva scritto con il suo sangue indicassero le prime tre del nome del defunto bracciante agricolo. Richard fa una veloce ricerca su Johan, scoprendo qualcosa che gli permette di fare chiarezza sull'omicidio.
Richard convoca tutti i sospettati al mulino e smaschera il colpevoleː è stato Louis a uccidere Roger, con la complicità di Kim. I due infatti sono gemelli e sono i figli di Johan. Il malfunzionamento del macchinario comprato da Roger non venne mai accertato, perché lui era riuscito a fare insabbiare tutto per evitarsi problemi. Alla madre di Kim e Louis venne negato il risarcimento e morì dopo una vita di stenti. Kim e Louis volevano vendicare i loro genitori. Nessuno aveva visto Louis raggiungere il mulino, perché si era servito di un passaggio segreto, ovvero un corridoio comunicante tra il mulino e il magazzino accanto alla villa, probabilmente lo stesso che i cinquanta schiavi avevano usato due secoli prima per scappare dalla piantagione. Per farsi strada nel corridoio aveva usato una torcia elettrica e poi aveva ucciso Roger. Quest'ultimo nel tentativo di difendersi aveva fatto cadere la torcia elettrica che Louis teneva in mano, causando la rottura del vetro. Prima che morisse, Louis gli disse vendicativamente di essere il figlio di Johan e Roger, appunto, fece in tempo a scrivere le prime lettere del nome. Sul cellulare di Kim, per di più, non ci sono chiamate perse al numero di Roger risalenti attorno all'ora della morte: infatti lei non gli aveva realmente telefonato, ben sapendo che il fratello lo aveva già ucciso. Kim aveva indotto Roger a innamorarsi di lei per nominarla unica erede della piantagione e solo dopo Louis lo avrebbe ucciso indisturbato. Kim e Louis vengono arrestati, senza rimpianto per quello che hanno fatto ritenendo che Roger meritasse la fine che ha fatto. Inoltre Kim confessa a tutti che lei e Roger non sono mai stati amanti e che era entrata nelle grazie di Roger solo perché era gentile con lui.
A Saint Marie viene celebrata una festa in onore della dea dell'amore Erzulie, quindi Catherine ne approfitta per organizzare un appuntamento per Camille, la quale accetta controvoglia, mentre Richard trascorre la notte ad accudire la figlia di Fidel, il quale si concede una serata libera con sua moglie.
- Ascolti Regno Unito: telespettatori 8 200 000
- Ascolti Italia: telespettatori 305 793[4]

## Una morte empia
- Titolo originale: An Unholy Death
- Diretto da: Alrick Riley
- Scritto da: Colin Bytheway

### Trama
Thérèse, giovane ragazza di diciotto anni e novizia di un convento di suore, muore nell'incendio della sua cella. Richard scopre che l'innesco è stato una sigaretta lasciata accesa accanto al materasso sul quale Thérèse stava dormendo. La ragazza infatti era una fumatrice; inoltre, avendo problemi a prendere sonno, la donna assumeva dei sonniferi. Tutto fa supporre che sia stato un incidente. Marguerite, una delle suore del convento, è una vecchia conoscenza di Dwayne: i due stavano insieme prima che lei prendesse i voti. È stata Marguerite ad accorgersi per prima dell'incendio. La porta della cella era chiusa a chiave e Thérèse l'aveva lasciata nella serratura. Marguerite aveva anche provato a guardare dallo spioncino, ma non era riuscita a vedere nulla. La madre superiora, Anne, aveva tentato di salvare Thérèse aprendo la porta con la sua chiave, ma non era riuscita a farla entrare nella serratura, perché bloccata con una chiave dall'interno. La porta era poi stata abbattuta da Padre John, alla guida del convento.
Richard però nota che alcune cose non tornano: accanto al letto della vittima c'è un pacchetto di sigarette, però poi viene ritrovato nella cella un cofanetto nascosto, che contiene un pacchetto di sigarette ma di marca diversa da quella trovata accanto al letto. Inoltre ci sono una lista di nomi e una lettera minatoria indirizzata a Thérèse; per di più c'è anche un biglietto per lasciare Saint Marie e partire per la Francia. Facendo delle ricerche sul biglietto, scoprono che è stato acquistato da un uomo di nome Michael, il quale ne ha comprato anche uno per sé. Lui e Thérèse progettavano pertanto di lasciare l'isola insieme. Richard trova anche una gomma da masticare sul pavimento della cella di Thérèse ed è convinto che qualcuno abbia messo quel pacchetto di sigarette accanto al letto di Thérèse, che chiaramente non era suo, per far credere che l'incendio sia stato un incidente. A questo punto tutto indica che è stata uccisa.
Padre John ammette, parlando con Richard, che probabilmente il convento dovrebbe chiudere per mancanza di fondi e che l'unica salvezza potrebbe essere la sorgente d'acqua vicina al convento, che sembra avere proprietà miracolose. La superiora soffriva un tempo di cancro, ma bevendo l'acqua è guarita. Molte altre persone che hanno bevuto quell'acqua sono state liberate dai mali che le affliggevano (si scoprirà poi che erano state corrotte per dichiarare questo). Il benestante Daryl Dexter e la sua fidanzata Laura collaborano con il convento promuovendo la sorgente miracolosa, che potrebbe attirare persone da ogni parte del mondo, e ciò gioverebbe ai guadagni del convento. Anne viene aggredita da una persona che le arriva alle spalle e tenta di ucciderla, strangolandola con un rosario. Fortunatamente la suora riesce a salvarsi. Richard e la sua squadra scoprono che i nomi sulla lista raccolti da Thérèse sono quelli di coloro che affermavano di essere stati miracolati dall'acqua. In realtà Dexter li aveva solo pagati per dichiarare il falso e di conseguenza poter promuovere la sorgente d'acqua. Thérèse lo aveva scoperto e Dexter le aveva mandato quella lettera per minacciarla, ma lui afferma che l'intento era solo quello di spaventarla.
Anne, sotto interrogatorio da parte di Richard, ammette di essere ancora malata di cancro. Laura, che in passato lavorava come infermiera, spesso entrava di nascosto nel convento travestita da suora, per sottoporre Anne alla chemioterapia. Per via del velo nessuno si era accorto che lei stava perdendo i capelli. Anche se Anne non è fiera di ciò che sta facendo, afferma che il suo scopo è solo quello di garantire dei proventi per il convento. Camille nel frattempo ha notato che le sigarette che Laura fuma sono della stessa marca di quelle trovate accanto al letto di Thérèse.
Richard ha capito chi ha ucciso Thérèse e fa convocare al convento Padre John, Anne, Marguerite, Laura e Dexter. L'assassina è Anne, la superiora, la quale aveva scoperto che Thérèse e Padre John si amavano e che volevano scappare insieme. Camille ha scoperto che Michael è il vero nome del sacerdote (ha ottenuto l'informazione dall'Arcidiocesi di Strasburgo, donde egli proveniva). Anne era innamorata di Padre John e ha ucciso Thérèse credendo che l'amore che lui provava per la ragazza lo stesse corrompendo. Sapendo che Thérèse prendeva dei sonniferi, aveva lasciato una sigaretta accesa ai piedi del letto nel quale la ragazza dormiva; avendo in precedenza rubato le sigarette di Laura quando quest'ultima era venuta a trovarla nel convento, le aveva lasciate accanto al letto della vittima per far credere che Thérèse avesse accidentalmente dato fuoco al suo letto accendendosene una, e poi con la sua chiave ha chiuso la porta della cella dall'esterno, mettendo una gomma da masticare nella serratura, impedendo così a a chiunque di poter vedere attraverso lo spioncino, per rendere più credibile che Thérèse avesse chiuso la porta dall'interno, lasciando la sua chiave nella serratura. Anne infatti aveva solo finto di tentare di far entrare la chiave in suo possesso nella serratura per salvarla, successivamente aveva fatto cadere sul pavimento la gomma mettendo la chiave dalla parte interna della serratura: ma la porta era aperta, per cui la gomma non era caduta all'esterno. Proprio sulla gomma da masticare c'è il suo DNA che la incrimina. Thérèse aveva confessato la sua colpa a Padre John che, in uno slancio di collera, aveva tentato di strangolarla.
Padre John conferma quando detto dalla squadra di Richard, vale a dire che lei ha totalmente frainteso la natura dell'amore che univa lui e Thérèse. Infatti Richard spiega che Thérèse era figlia di Padre John, avuta in Francia da una sua amante, morta di parto. Lui ignorava di avere una figlia, finché Thérèse non era giunta a Saint Marie per conoscerlo: era stato felicissimo di accoglierla nella sua vita. Dexter e Laura la passeranno liscia per la tentata truffa, mentre Anne viene arrestata, rendendosi conto di aver solo commesso un errore dietro l'altro. Padre John si rifiuta di accordarle il suo perdono, avendolo lei privato della figlia che tanto amava.
- Ascolti Regno Unito: telespettatori 7 840 000
- Ascolti Italia: telespettatori 285 371[5]

## Omicidio in clinica
- Titolo originale: Death in the Clinic
- Diretto da: David O'Neill
- Scritto da: Dan Sefton

### Trama
Valerie Dupré viene trovata morta nella piscina di una clinica, di cui lei era cliente e ospite. Sembra che la donna si sia tolta la vita, affogando nella piscina: la causa di morte infatti è ipossia. Valerie stava attraversando un brutto momento, dato che il marito l'aveva lasciata per una donna più giovane. Richard si occupa del caso ed esaminando l'alloggio di Valerie nota che la vittima, la sera della sua morte, aveva preparato una tazza di un tè cinese molto costoso, che non aveva però finito di bere. Secondo lui è insensato che una persona, quando premedita un suicidio, si prenda la briga di prepararsi un tè senza nemmeno volerlo finire.
Richard è convinto che qualcuno abbia ucciso la donna. Nello staff medico ci sono il chirurgo Jeremy Tipping, la psichiatra Anna Jones e l'infermiere Carlton Banks. Richard requisisce i passaporti dei clienti della clinica, sospettando che anche tra loro possa esserci l'assassino di Valerie: molti dei clienti sono persone benestanti e Patterson, essendo tutti loro in stato di fermo, si trova in una brutta posizione. Il commissario dà però ventiquattro ore di tempo a Richard, dopo di che dovrà restituire i passaporti. Una delle clienti della clinica, la stessa che ha trovato il corpo di Valerie in piscina, informa Camille di aver visto la vittima litigare con un altro cliente di nome Paul Vincent, commerciante in fiori, il quale afferma di non averle fatto nulla. I sospetti ricadono su Carlton, che sembra nascondere qualcosa: infatti poi Fidel e Dwayne lo seguono per scoprire che l'infermiere ruba dalla clinica i farmaci che sono vicini ai tempi di scadenza per darli ai più bisognosi, in una clinica gratuita non autorizzata.
Viene poi scoperto che Valerie non era soddisfatta dell'operazione chirurgica al viso che il dottor Tipping le aveva fatto e che desiderava querelare la clinica. Tipping, messo alle strette da Richard, confessa che gli è stata diagnosticata la retinite pigmentosa e che entro breve tempo perderà completamente la vista. Lui sperava di tenere segreta la cosa ancora per un po' e continuare a lavorare ancora per qualche mese, ma nonostante tutto non avrebbe mai ucciso Valerie solo per evitare una causa legale. Il tempo a disposizione concesso da Patterson è scaduto e la polizia restituisce i passaporti ai clienti. Camille nota dal passaporto di Paul che lui è nato proprio a Saint Marie: in effetti Catherine spiega alla figlia che esisteva una famiglia col nome Vincent sull'isola e che c'era pure un bimbo di nome Paul, che però è morto giovanissimo. Richard ora ha capito chi ha ucciso Valerie, proprio mentre Paul si appresta a lasciare Saint Marie. Quest'ultimo viene bloccato da Richard e Dwayne.
Radunati tutti i coinvolti, alla presenza di Patterson, Richard rivela chi ha causato la morte di Valerie e come ha agito: è stata Anna, con Carlton che è stato inconsapevolmente suo complice. Mentre Valerie stava per bere il suo tè, l'infermiere era infatti entrato nell'alloggio della donna per l'iniezione di eparina, non sapendo che Anna aveva sostituito l'eparina con il botulino. Carlton causò pertanto piena paralisi al corpo di Valerie, quindi Anna ne profittò per gettare il corpo di Valerie in piscina. La vittima aveva casualmente scoperto che Anna usava la clinica come copertura: alcuni clienti erano veri criminali, che venivano lì per sottoporsi a interventi di chirurgia plastica e per cambiare identità, quelle delle persone decedute a Saint Marie, che non possiede un registro elettronico dell'anagrafe. Paul (che in realtà un corriere della droga) e Anna vengono arrestati, cosicché Richard e la sua squadra, oltre a risolvere un omicidio, hanno smantellato quello che era un centro di raccolta di false identità per criminali. 
- Ascolti Regno Unito: telespettatori 7 980 000
- Ascolti Italia: telespettatori 253 200[6]

## Una maledizione mortale
- Titolo originale: A Deadly Curse
- Diretto da: Alrick Riley
- Scritto da: Robert Thorogood

### Trama
Un gruppo di cercatori di tesori, guidati dal capogruppo Daniel Morgan, setaccia una foresta in cerca del tesoro del pirata Le Clerc. A quanto pare egli, dopo una battaglia contro un galeone della marina dell'Impero di Spagna dalla quale era uscito vittorioso, si era rifugiato a Saint Marie dove, a quanto si racconta, nascose il suo prezioso tesoro. Uno dei collaboratori di Morgan, il geologo Ian Parks, viene ritrovato morto nella tenda da campeggio: sembrerebbe che stesse pulendo la sua pistola antica a pietra focaia a canna singola, e che abbia fatto partire per errore un colpo fatale.
Richard indaga sulla morte del geologo. Lui e Camille escludono che si sia trattato di un incidente: c'è infatti un foro di proiettile sulla tenda, il che significa che qualcuno ha sparato a Parks dall'esterno e che poi ha messo la pistola accanto al corpo per far credere che fosse stato un incidente. Morgan è l'unico che aveva un alibi, dato che la guida Benjamin Sammy lo aveva portato in un hotel, visto che si era ferito durante un'esplorazione in una grotta, qualcuno aveva azionato l'esplosivo che avevano inserito all'interno della grotta rendendola ora inaccessibile. Camille è molto sospettosa su Liz Curtis, anche lei fa parte del gruppo, infatti dà l'impressione di nascondere qualcosa. Morgan ha guidato lì la spedizione usando come riferimento una mappa del tesoro trovata su un'isola vicina a Saint Lucia.
Morgan si sente minacciato, qualcuno tenta di ucciderlo gettandogli addosso un enorme ramo, ma fortunatamente riesce a evitarlo, raggiunta la stazione di polizia chiede di passare lì la notte per sentirsi più al sicuro. La polizia trova un appunto di Parks: "PT 46", sembra che fossero le coordinate del fantomatico tesoro, ma Fidel dopo attente analisi scopre che non coincidono con nessuna griglia di riferimento a Saint Marie. Morgan viene trovato morto nella cella a causa della puntura di uno scarabeo, motivo per cui teneva con sé una siringa di adrenalina. Liz ammette di non essere una ricercatrice di tesori, ma un'investigatrice che lavora per un'agenzia assicurativa, doveva indagare su Morgan che era sospettato di aver rubato dell'oro che l'agenzia le aveva chiesto di recuperare dai fondali marini, perso durante una spedizione.
Richard capisce adesso chi ha ucciso Parks e Morgan, l'assassino è Benjamin, lui aveva azionato il detonatore facendo saltare in aria con l'esplosivo l'ingresso della grotta, poi ha rubato la pistola di Parks è l'ha usata per ucciderlo. Benjamin aveva usato il polietilene per pulire l'arma e far credere che Parks si fosse sparato accidentalmente mentre la puliva, ma proprio questa è la prova che lo collega all'omicidio, infatti il polietilene viene usato anche nei sistemi di condizionamento delle auto, quello del pick-up di Morgan era guastato e Benjamin si era offerto di aggiustarlo. Poi ha cercato di uccidere Morgan facendogli cadere addosso quel ramo fallendo. Morgan, sentendosi in pericolo, decise di trascorrere la notte nella cella della stazione di polizia, ma Benjamin mise lo scarabeo nella scatola dei fiammiferi, lo stesso Benjamin rubò l'accendino di Morgan sapendo che così avrebbe usato i fiammiferi aprendo la scatola liberando lo scarabeo che lo ha punto, oltre ad aver tolto l'adrenalina dalla fiala per evitare Morgan la usasse per salvarsi la vita. Richard si rifiuta di rivelare il movente, promettendo a Benjamin che non lo dirà se lui si dichiara colpevole, cosa che durante il processo andrà a suo favore, quindi Benjamin ammette di essere autore di entrambe le morti.
Camille, Fidel e Dwayne vorrebbero sapere da Richard per quale motivo Benjamin ha ucciso Parks e Morgan, e l'ispettore rivela ai suoi colleghi che la risposta è nell'appunto di Parks che fa riferimento al palladio, che si usa per la fabbricazione di computer e cellulari, elemento di cui il terreno dove stavano cercando il tesoro è ricco; Parks e Morgan volevano arricchirsi all'insaputa dei colleghi, ma Benjamin aveva scoperto le loro intenzioni ed è per questo che li ha uccisi: voleva evitare gli scavi nella zona per proteggere la vegetazione. Richard e i suoi decidono di mantenere il segreto perché anche se Benjamin ha sbagliato, le sue intenzioni erano giuste.
- Ascolti Regno Unito: telespettatori 7 680 000
- Ascolti Italia: telespettatori 226 877[7]

## Morte a bordo
- Titolo originale: Death Onboard
- Diretto da: Keith Boak
- Scritto da: Jack Lothian e Robert Thorogood

### Trama
Aimee Fredericks è una cantante e cara amica di Camille dai tempi delle scuole, ha una promettente carriera davanti a sé, Camille assiste a un suo concerto su una barca, ma proprio mentre Aimee stava cantando inizia a sentirsi e male e muore davanti a tutti gli invitati. Camille è devastata dalla perdita dell'amica, ma deve aiutare Richard a capire chi è stato a ucciderla.
La vittima è morta per aver assunto della stricnina che l'ha uccisa in soli cinque minuti, prima di morire aveva bevuto da un bicchiere dal quale però non sono state rinvenute tracce di veleno. Camille e Richard vanno a casa di Aimee e quest'ultimo nota una bottiglia di birra in una mensola, per qualche motivo Aimee non la teneva nel frigorifero. Dwayne interroga uno dei camerieri che lavorava al concerto sulla barca, RJ, il quale confessa di aver sentito Aimee litigare con il suo impresario, Stephen Morrison, riguardo a una somma di denaro. Stephen spiega a Camille e Richard che Aimee voleva trasferirsi a Miami e firmare con una casa produttrice, ma per svincolarsi dal contratto che la legava a Stephen era necessario che lei pagasse una tassa di 20 000 dollari, e a quanto pare era riuscita a trovarli.
Dato che non c'è traccia del veleno nel bicchiere, viene avanzata l'ipotesi che si trovasse sulla bottiglia che Aimee usava per i gargarismi e in effetti esaminandola scoprono che c'è la stricnina ma anche dei residui di rosa canina, un irritante, infatti viene coltivata da Eloise Morrison, la moglie di Stephen, pure lei lavora per il marito come cantante, ma non avendo il talento di Aimee ne è sempre stata invidiosa. Eloise ammette di aver messo la rosa canina nella bottiglia per i gargarismi, voleva provocarle un'irritazione e umiliarla, ma non ha messo lei la stricnina. Durante il concerto gli invitati hanno scattato numerose foto, Richard le esamina con attenzione notando che Aimee non aveva usato la bottiglia per i gargarismi, quindi ha assunto il veleno in un altro modo.
Fidel, che punta a una promozione a sergente, indaga su alcuni contrabbandieri di rum che costringono coloro che lo vendono legalmente ad abbassare il prezzo, danneggiando così l'economia dell'isola. Con l'aiuto di RJ, che si finge un acquirente, risale a Milton Reynards, famoso contrabbandiere che Fidel interroga con le cattive, riuscendo a scoprire da lui il covo dei contrabbandieri. Fidel notando che Milton è stato brutalmente picchiato, gli chiede cosa gli sia successo, e lui confessa che aveva tentato di rubare delle bottiglie birra proprio dalla barca dove Aimee si era esibita, venendo fermato da alcuni uomini piuttosto aggressivi che lo hanno picchiato. La birra che Milton voleva rubare era della stessa marca di quella che Richard aveva trovato nella casa di Aimee.
Richard ha finalmente scoperto chi ha avvelenato la cantante: è stato Grant, il cuoco che aveva lavorato nella barca al concerto, il bicchiere esaminato non era quello da cui la vittima aveva bevuto. Grant prima aveva dato il bicchiere avvelenato a Aimee e dopo la sua morte lo ha sostituito con un altro, approfittando del fatto che quando la ragazza era morta nessuno gli stava prestando attenzione. Richard trova il vero bicchiere avvelenato in un vaso nella barca, era lì che Grant lo aveva nascosto. Grant si era accorto che Eloise aveva messo della rosa canina nella bottiglia per i gargarismi, quindi aveva messo anche lì la stricnina per depistare la polizia. Aimee voleva i soldi per sciogliere il contratto con Stephen e quindi cercò di estorcerli a Grant dopo aver scoperto che lui contrabbandava droga mettendola nelle bottiglie di birra, infatti la bottiglia che Aimee conservava in casa era la prova che aveva per ricattarlo, probabilmente gli uomini che avevano aggredito Milton erano i clienti di Grant che erano venuti a riscuotere la droga. Grant non si sente minacciato dato che Richard non ha nessuna prova contro di lui, ma nelle foto che vennero scattate durante il concerto, si può vedere Grant mentre mette la stricnina nel bicchiere attraverso la superficie riflettente degli addobbi.
In seguito all'arresto di Grant, ora che il caso è chiuso, Richard tiene un po' di compagnia a Camille, regalandole delle orchidee, lei gli è riconoscente per aver risolto l'omicidio e aver reso giustizia a Aimee, poi i due guardano il tramonto insieme.
- Ascolti Regno Unito: telespettatori 7 210 000
- Ascolti Italia: telespettatori 253 358[8]

## Un pizzico di tramonto
- Titolo originale: A Dash of Sunshine
- Diretto da: Alrick Riley
- Scritto da: Robert Thorogood e Colin Bytheway

### Trama
Estelle, una donna con la quale Dwayne era uscito, gli telefona per dirgli che ha trovato il corpo di una donna di nome June nella villa che quest'ultima aveva affittato. Estelle lavora per Will Teague e Ronnie Stuart, i quali affittano ville. Estelle era andata da June per dei lavori di servizio e l'ha trovata morta. Sembrerebbe che l'assassino abbia rubato dei gioielli, June lo aveva colto sul fatto e lui l'ha strangolata con il suo stesso foulard. June a quanto pare voleva chiamare la polizia dato che nella mano destra tiene un cellulare, ma è morta prima di farlo.
June era in vacanza con sua sorella Janice e con il marito Doug: quest'ultimo è una vecchia conoscenza di Richard, detective del Metropolitan Police Service, erano colleghi, anche se Richard ha una cattiva opinione di lui. Doug è sempre stato un poliziotto violento, corrotto e con vari richiami per alcolismo. Il foulard con cui June è stata strangolata lo aveva perso da qualche giorno. Tutti sembrano avere un alibi nell'orario della morte di Juneː Will e Ronnie erano a letto per via di una gastroenterite dovuta al pesce spada che avevano mangiato, mentre Doug era a bere una birra al ristorante di Catherine. Janice è la principale sospettata, June le portò via Doug il quale prima di sposarla usciva con Janice. Purtroppo June era bloccata su una sedia a rotelle per via di un incidente stradale, alla guida dell'auto c'era Janice e il padre per punirla lasciò in eredità tutto il denaro di famiglia a June, solo se lei fosse morte Janice lo avrebbe ereditato.
La polizia esamina i fatti, ad esempio June non usciva mai di casa dato che la sua pelle era troppo sensibile al sole, anche se la sua crema per le abbronzature funziona bene, sul foulard viene trovata un'impronta digitale oleosa, dalla grandezza appartiene a una donna. Facendo delle ricerche su Will si scopre che si è trasferito da Manchester con Ronnie dopo la morte di sua moglie, uccisa da un pirata della strada che non venne mai identificato. Estelle avvisa la polizia di aver trovato i gioielli rubati a June, alcune persone li avevano trovati per caso tra dei cespugli e avevano cercato di venderli, Dwayne e Fidel esaminano la zona dove sono stati trovati i gioielli e lì trovano un flacone con della crema abbronzante: Richard la usa su di sé constatando che non funziona. Estelle confessa di aver rubato del pesce spada dalla spazzatura di Will e Ronnie lo ha dato al suo gatto, che mangiandolo è morto, permettendo a Richard di scoprire chi ha ucciso June.
Richard fa arrestare Ronnie, è lui l'assassino, aveva accolto all'aeroporto June e la sua famiglia quando giunsero a Saint Marie, e frugando nella valigia di June trovò il suo foulard e lo rubò. Lily, la fidanzata di Ronnie, vide per caso il foulard tra la sua roba, e lo toccò, era sua l'impronta trovata, era sporca di lubrificante dato che lei si occupa di manutenzione di biciclette, in effetti Lily credeva che Ronnie la tradisse con un'altra vedendo il foulard. La crema per l'abbronzatura di June era stata sostituita con una non efficace in modo che lei non uscisse di casa, Ronnie così l'ha potuta uccidere comodamente, e ha rubato dei gioielli di June per far credere a tutti che fosse stato un ladro sorpreso dalla donna, oltre a mettere il cellulare nella mano destra di June in modo che tutti pensassero che la vittima avesse tentato di chiamare i soccorsi, ma il problema è che Ronnie non sapeva che June era mancina, poi la crema per l'abbronzatura che June aveva usato è stata rimpiazzata con una vera. Ronnie aveva avvelenato il pesce spada con l'allamanda, se ingerito da una persona procura la gastroenterite, ma per un gatto è letale, in realtà Ronnie aveva solo finto di mangiare il pesce spada per far credere a Will che pure lui stesse male e avere un alibi, Will infatti risentendo degli effetti dell'allamanda era rimasto a letto e non si era accorto dell'assenza di Ronnie che intanto aveva ucciso June. Ronnie viene portato alla stazione di polizia ma si rifiuta di rivelare il suo movente. 
Doug raggiunge la stazione di polizia facendo i doverosi ringraziamenti a Richard per aver catturato l'assassino di sua moglie, chiedendogli di lasciarlo solo con Ronnie nella sua cella in modo da vendicare personalmente June. Dopo il rifiuto di Richard, Doug si fa consegnare le chiavi della cella da Dwayne e quando parla con Ronnie credendo che nessuno li stia ascoltando, gli intima di non proferire parola sulla verità, ma Ronnie pretende che lui gli dia una mano a uscire di prigione con la minaccia di raccontare a tutti che era stato Doug a uccidere la moglie di Will. Ad un tratto si rendono conto che Richard e i suoi colleghi erano lì e che hanno ascoltato tutta la conversazione, Richard aveva capito che Doug e Ronnie erano complici, si erano conosciuti in una clinica per alcolisti a Manchester, e si erano messi d'accordo: Doug investì la moglie di Will e quest'ultimo riscosse il premio sulla polizza della moglie e lo investì nella compagnia che lui e Ronnie avevano fondato. Doug aveva sposato June solo per i suoi soldi, quindi Ronnie l'ha uccisa, entrambi gli uomini non potevano essere collegati ai due omicidi, si sono aiutati a vicenda. Adesso è Janice che entrerà in possesso del denaro della sorella, il piano di Doug era quello di sedurla e sposarla, e probabilmente l'avrebbe uccisa per avere il pieno controllo dei soldi. Doug non si lascia spaventare dato che quelle di Richard sono solo congetture, ma Richard aveva registrato la conversazione tra Ronnie e Doug nella cella dove entrambi confessavano il ruolo che avevano avuto nella morte di June e della moglie di Will, così Richard oltre a Ronnie, fa arrestare anche Doug.
- Ascolti Regno Unito: telespettatori 7 490 000

## Tempesta mortale
- Titolo originale: A Deadly Storm
- Diretto da: David O'Neill
- Scritto da: James Payne e Robert Thorogood

### Trama
L'uragano Irma si sta avvicinando a Saint Marie, quindi il professore King, docente alla facoltà di meteorologia dell'università, si prepara a monitorarlo, insieme ai suoi studente Damon, Jennifer, Amber e il suo prediletto Leo: King e i suoi studenti si posizioneranno ognuno in una delle cinque stazioni meteorologiche dell'isola. Judy Hearst, rettore dell'università, chiama la polizia per informarli di aver trovato il corpo di Leo senza vita vicino alla stazione meteorologica che stava sorvegliando.
Richard e la squadra indagano sulla morte del giovane meteorologo, la capannina meteorologica che Leo stava osservando è stata distrutta, probabilmente durante la colluttazione con l'assassino, che ha ucciso il ragazzo colpendolo alla testa con un tubo di metallo. Richard però non crede che le cose siano andate così, l'urgano arriverà tra un giorno e l'assassino ha distrutto la stazione meteorologica dopo aver ucciso Leo in modo che tutti credessero che sarebbe stata opera dell'imminente arrivo dell'uragano, e che anche Leo potesse essere una semplice vittima delle tempesta. Hearst era andata alla stazione meteorologica perché Leo le aveva dato appuntamento lì, a quanto pare voleva parlarle di qualcosa di importante. Accanto al corpo della vittima c'è pure una paperella di gomma.
King è un meteorologo molto stimato, la sua carriera è decollata quando è arrivato a Saint Marie, in effetti Leo era a tutti gli effetti il suo studente preferito, invece gli altri colleghi erano insofferenti nei suoi confronti, per esempio Jennifer (che è stata ammessa alla facoltà solo grazie all'influenza del suo patrigno) odiava il fatto che Leo fosse lo studente migliore della facoltà, Amber con la quale Leo ebbe una relazione, provava astio contro di lui per averla lasciata, inoltre Amber aveva lasciato Damon (con cui aveva una storia) proprio per Leo, e infatti Damon covava del risentimento contro la vittima.
Hearst non è tra i sospettati, lei infatti ha trovato il corpo chiamando la polizia in modo che la morte di Leo non venisse data all'arrivo dell'uragano, mandando in fumo il piano del vero assassino, ma gli altri hanno tutti un alibi, infatti erano nelle altre stazioni meteorologiche dell'isola per la raccolta dati e avevano scattato tutti delle foto delle rispettive stazioni con registrato l'orario in ciascuna delle fotografie: l'ora riportata non fa pensare che avessero avuto il tempo di raggiungere Leo per ucciderlo, anche perché pur guidando di tutta fretta tra una stazione e l'altra, serve un'ora di tempo per raccogliere i dati e ritornare all'alloggio. Richard e Camille guardano il computer di Leo e trovano un video dove lui, studiando l'uragano Irma, affermava che esso non avrebbe rappresentato una minaccia per Saint Marie dato che il suo passaggio disterà di varie miglia dall'isola.
L'uragano sta per arrivare, mentre Camille e Richard si rifugiano alla facoltà di meteorologia dell'università, sperando di trovare lì un po' del materiale di ricerca di Leo, e infatti scoprono che Leo aveva fatto volare un pallone sonda dalla stazione che stava sorvegliando poco prima di morire, aveva messo sopra il pallone l'anatra di gomma per divertimento. Dato che quei palloni sono muniti di una radiosonda ma anche di una videocamera, Richard decide di trovarlo sperando che possa vedere attraverso la registrazione il volto dell'assassino, il pallone è gonfiato con elio e raggiunta una cerca l'altitudine il gas si espande e il pallone scoppia, Leo lo aveva fatto volare dal centro dell'isola e Richard facendo affidamento sul vento intuisce dove sia caduto, il problema è che sta arrivando l'uragano che spazzerà via il pallone. Richard e Camille passano tutta la notte alla facoltà, l'ispettore si confida con lei sul suo rapporto con il padre, Richard gli vuole bene ma ha sempre ritenuto che lui lo considerasse un debole.
Il giorno dopo Richard e Camille vengono raggiunti da Fidel e Dwayne i quali danno a entrambi una buona notizia: Leo aveva ragione, l'uragano non ha raggiunto l'isola, e quindi il pallone è ancora recuperabile. Usando dei ricevitori riescono a ritrovarlo attraverso la radiosonda, e infatti trovano la videocamera, ma non viene inquadrato l'assassino. Richard trova dentro la cornice della foto del padre di Leo (a cui era molto legato) una scheda di memoria di una chiavetta USB dove scopre che Leo aveva salvato i dati delle sue ricerche meteorologiche, e adesso ha capito che il colpevole è King, il quale ha un bivio della sua carriera, si è trasferito a Saint Marie, e quando ha conosciuto Leo colpito dalla genialità del ragazzo, gli ha rubato i suoi dati di ricerca e li ha pubblicati ottenendo il successo per cui è diventato tanto rispettato. Leo aveva dato appuntamento a Hearst per denunciare King per plagio, la prova erano i dati della scheda di memoria, le sue ricerche originali. L'alibi di Leo non regge perché l'orario sulla foto che ha scattato è stato alterato, Richard lo aveva capito perché la posizione dell'ombra proiettata dalla stazione meteorologica immortalata nella fotografia non coincide con l'ora che è registrata sulla foto. La papera di gomma era caduta dal pallone mentre saliva perché King lo aveva ucciso prima Leo potesse fissarla.
Dopo l'arresto di King, Fidel si prepara per il suo esame da sergente, Richard vedendolo teso gli rigala la sua matita portafortuna, e poi parla con suo padre al telefono scambiando con lui un'amichevole conversazione.
- Ascolti Regno Unito: telespettatori 7 420 000

## Party mortale
- Titolo originale: A Deadly Party
- Diretto da: Alrick Riley
- Scritto da: Robert Thorogood

### Trama
Richard, Camille e Patterson partecipano al ricevimento per una raccolta fondi a casa di Malcolm Powell, benestante uomo dell'isola. Quest'ultimo aspetta la visita di una persona di nome Jack Robets e, quando arriva, Malcolm entra in casa ad accoglierlo. Ad un tratto tutti gli invitati sentono uno sparo e trovano Malcolm morto, ucciso da un proiettile.
Richard esamina la scena del crimine. La stanza dove Malcolm è morto aveva il condizionatore acceso, ma stranamente la finestra è comunque aperta. Tutto fa supporre che a ucciderlo sia stato il misterioso Jack Roberts, il quale fugge via dalla casa della vittima con un'auto. Camille tenta di inseguirlo, ma la ruota della sua automobile è forata. Nessuno ha notato la presenza di Jack Roberts, quindi è impossibile fornire una vera descrizione, soltanto i dipendenti di Malcolm lo avevano intravisto: la segretaria Vicky, il suo autista Mark e infine Duncan, l'addetto alla manutenzione della piscina.
La polizia trova l'auto con cui Jack Roberts era fuggito, le hanno dato fuoco per non lasciare indizi, trovano soltanto una busta con delle fascette da 20 000 dollari. Richard, usando del nitrato d'argento, crea una reazione con il sudore delle impronte digitali sulle fascette, in modo che il cloruro d'argento possa delineare le impronte, scoprendo che sono quelle di Malcolm.
Jen, la moglie di Malcolm, ammette che lei e il marito sono stati costretti a fuggire dalle autorità rifugiandosi a Saint Marie perché sul territorio britannico Malcolm si era messo nei guai truffando alcuni investitori con uno schema Ponzi, Malcolm si era pentito delle sue azioni e infatti da allori si è dedicato alla beneficenza. Camille scopre che Jack Roberts era tra le persone che Malcolm aveva truffato, ma è morto ormai tra più di tre anni, si tolse la vita gettandosi dalla Manica.
Richard fa arrestare Vicky, Mark e Duncan, i veri colpevoli del crimine. Jack Roberts è morto e quindi non è mai stato alla festa, il suo corpo non fu mai ritrovato, e approfittando di ciò hanno fatto credere a Malcolm che fosse ancora vivo e che voleva incontrarlo, Vicky portò Malcolm dentro casa e lo uccise con una pistola munita di silenziatore, Mark era al piano di sopra e Vicky aprì la finestra della stanza dove uccise il suo capo in modo che Mark le calasse con una borsa le chiavi dell'auto con cui Duncan ha inscenato la "fuga" di Jack Robets (inoltre era stato Duncan a forare la ruota dell'auto di Camille per evitare che lei lo seguisse) mentre Vicky mise dentro la borsa che Mark le aveva calato la pistola e Mark l'ha tirata sopra e ha sparato il colpo che tutti gli invitati avevano sentito. I tre avevano rubato i soldi della raccolta fondi, e hanno ucciso Malcolm affinché pensassero che li avesse rubati lui per poi affidarli all'inesistente Jack Roberts, il quale non è mai stato presente alla festa e dunque Richard aveva trovato sospettoso che solo Vicky, Duncan e Mark avessero fornito una descrizione del sospettato.
Patterson si congratula con Richard dato che lui, Dwayne, Camille e Fidel si sono rivelati un ottimo team, e gli fa una sorpresa concedendogli qualche giorno a Londra, dove dovrà scortare Vicky in Inghilterra affidandola alla Serious Organised Crime Agency e aiutarli a trovare il denaro che Malcolm rubò ai suoi investitori. Richard parte per Londra e poi a lavoro finito ritorna a Saint Marie, Catherine si diverte a provocare sua figlia con velate allusioni avendo capito che Camille è innamorata di Richard e, quando quest'ultimo ritorna nell'isola, viene accolto dalla sua squadra che ormai, nonostante i difetti dell'ispettore, non può più fare a meno di lui.
- Ascolti Regno Unito: telespettatori 7 500 000